# 梅森号驱逐舰 (DDG-87)
梅森号驱逐舰（USS Mason (DDG-87)）是美国海军阿利·伯克级驱逐舰的第三十七艘，以美国海军历史上第一艘以黑人船员为主的梅森号护航驱逐舰命名。
梅森号驱逐舰于2000年1月19日在缅因州巴斯的巴斯钢铁厂安放龙骨，2001年6月23日下水，2003年4月12日服役。

## 戰績
2016年10月擊落了由胡塞运动發射的9枚鷹擊83反艦導彈，保護了當時在紅海海域的美國運輸艦隊。